# 大行宮駅
大行宮駅（だいあんぐうえき）は、中華人民共和国江蘇省南京市玄武区中山東路と太平北路の交差点にある、南京地下鉄の駅である。2号線と3号線が乗り入れ、両路線の接続駅となっている。

## 歴史
- 2010年5月28日2号線の駅として開業。

## 駅構造

### のりば
| 番線 | 路線            | 方面                                    | 行先        |
| ---- | --------------- | --------------------------------------- | ----------- |
|      | 南京地下鉄2号線 | 漢中門・莫愁湖・雨潤大街 方面           | 魚嘴 行き   |
|      | 南京地下鉄2号線 | 仙鶴門・仙林中心・羊山公園・経天路 方面 | 仙林湖 行き |
|      | 南京地下鉄3号線 | 浮橋・上元門・泰馮路 方面               | 林場 行き   |
|      | 南京地下鉄3号線 | 夫子廟・武定門・南京南駅・秣周東路 方面 | 秣陵 行き   |

## 隣の駅
南京地下鉄
■2号線
新街口駅 - 大行宮駅 - 西安門駅
■3号線
浮橋駅 - 大行宮駅 - 常府街駅